# Tourniquet (groupe)
Pour les articles homonymes, voir Tourniquet.
Tourniquet est un groupe de metal chrétien américain, originaire de Los Angeles, en Californie. Formé en 1989 par Ted Kirkpatrick, Guy Ritter et Gary Lenaire, le groupe est connu pour incoprorer des éléments sonores de thrash et metal progressif à leur musique. Il est nommé six fois au GMA Dove Award et récompensé à multiple reprises par HM Magazine, dans les catégories « meilleur groupe des années '90 » et « album préféré des années '90 » pour l'album Pathogenic Ocular Dissonance. Depuis sa formation, le groupe a fait paraître cinq albums studio, une compilation, un EP, un album acoustique, cinq VHS et trois DVD ; ils ont vendu plus de 300 000 albums. Le groupe incorpore des éléments de musique classique dans leurs morceaux de guitare solo. Ils utilisent fréquemment des termes médicaux dans leurs titres,.
Le line-up actuel de Tourniquet se constitue de Ted Kirkpatrick (batterie), Luke Easter (chant), et Aaron Guerra (guitare, chant). Kirkpatrick atteint la première place des sondages dans la catégorie de meilleur batteur. L'album du groupe, Where Moth and Rust Destroy, paru en 2003, présente Marty Friedman, ancien guitariste de Megadeth, et Bruce Franklin, ancien membre de Trouble, à la guitare lead

## Biographie

### Débuts (1990–1993)
Tourniquet se forme en 1989 par le batteur Ted Kirkpatrick, le chanteur Guy Ritter, et guitariste/chanteur Gary Lenaire. Kirkpatrick est, à cette période, ancien membre de tournée du groupe de doom metal originaire de Chicago Trouble. Le groupe est l'un des nombreux affilié à un groupe catholique du nom de Sanctuary.
Tourniquet fait paraître son premier album studio, Stop the Bleeding en 1990, produit par Bill Metoyer de Metal Blade Records, et paru au label Intense Records. Principalement distribué dans les boutiques chrétiennes, Stop the Bleeding gagne une certaine notoriété dans la scène metal, et est considéré comme un album de thrash metal notable. Le style de Tourniquet lui permet de se former une fanbase solide à travers le monde. Dans ce line-up, Guy Ritter chante les morceaux mélodiques et Gary Lenaire effectue les cris thrash metal. Le guitariste Mark Lewis joue les morceaux de guitare solo sur l'album. Le groupe est ensuite rejoint par le bassiste Victor Macias et le guitariste lead Erik Mendez. Cette version du groupe est connue comme le line-up « classique » de Tourniquet. Le groupe, dont Macias et Mendez, tourne un vidéoclip pour le titre Ark of Suffering brièvement diffusé sur la chaîne MTV, à cause de son contenu violent d'abus sur des animaux. En 1991, Tourniquet abandonne ses influences orientées metal des années 1980 et enregistre un son plus moderne dans l'album intitulé Psycho Surgery. Dans la chanson Spineless, le groupe expérimente un son rap rock dans la veine des groupes Anthrax et Faith No More avant que le style ne se popularise fin des années 1990. Pour le titre Psycho Surgery, Tourniquet continue de travailler avec le producteur Bill Metoyer, et signe un contrat avec Metal Blade Records. Metal Blade réussit à faire paraître Psycho Surgery auprès d'une audience plus vaste que le groupe n'est parvenu à le faire avec le titre Stop the Bleeding. Intense Records fait paraître Psycho Surgery dans les magasins chrétiens. En 1992, Tourniquet fait paraître une VHS intitulée Video Biopsy.
En 1993, Tourniquet enregistre ce qui est considéré comme leur album le plus sombre et technique, Pathogenic Ocular Dissonance. Le chanteur Guy Ritter s'oppose, néanmoins, à la nouvelle direction musicale que prend le groupe, et ne s'accorde pas avec le son agressif écrit par le reste du groupe. De ce fait, il quitte le groupe après les sessions d'enregistrement pour Pathogenic Ocular Dissonance à cause de divergences musicales. À la suite de sa parution, Pathogenic Ocular Dissonance devient rapidement l'un des plus célèbres albums du groupe chez les fans. Il est élu meilleur album des années 1990 par les lecteurs de HM Magazine. Comme pour l'album précédent, Metal Blade Records fait paraître Pathogenic Ocular Dissonance dans les marchés publics, et Intense Records dans les marchés chrétiens. Luke Easter remplace Ritter, et se joint à la tournée promotionnelle de l'album. Avant ça, Tourniquet est prévu pour jouer au Milwaukee Metalfest en 1993, mais Glen Benton de Deicide, le directeur du festival, refuse de jouer avec un groupe chrétien. Le festival est forcé d'annuler la prestation de Tourniquet,. Cette histoire fait gagner au groupe plus de notoriété. Cette même année, Intense Records fait paraître un EP live intitulé Intense Live Series, Vol. 2.

### Ère heavy metal et hard rock (1994–1999)
En 1994, Tourniquet abandonne ses terminologies médicales dans ses paroles, alterne son style avec un son heavy metal et hard rock plus accessible, et fait paraître l'album Vanishing Lessons. Erik Mendez quitte le groupe après la tournée Pathogenic Ocular Dissonance, et, de ce fait, Vanishing Lessons est enregistré par un Tourniquet composé en quatre membres. Peu après l'album presque achevé, Aaron Guerra se joint à Tourniquet en tant que remplaçant de Mendez. Metal Blade Records opte pour ne pas distribuer Vanishing Lessons, et Tourniquet continue de travailler exclusivement avec Intense Records jusqu'en 1997. L'album présente le single Twilight, qui devient le premier single à succès du groupe. Une vidéo est tournée pour le single Bearing Gruesome Cargo, puis plus tard paru dans la VHS Pushin' Broom (1995).Peu après la parution de Vanishing Lessons, le groupe fait paraître un EP intitulé Carry the Wounded en 1995. Certains fans de Tourniquet ont un avis partagé quant au son plus adouci de cet EP. Plus tard, le groupe fait paraître une compilation, The Collected Works of Tourniquet, avec les nouvelles chansons The Hand Trembler et Perfect Night for a Hanging. Des fans les considèrent comme les chansons Tourniquet les plus heavy jamais écrites.
En 1996, Victor Macias quitte de lui-même le groupe à la suite de divergences théoriques. La même année, Gary Lenaire est demandé de quitter Tourniquet. En 1997, le groupe signe au label Benson Records et fait paraître l'album Crawl to China. Crawl to China génère nombre d'avis partagés entre critiques musicaux et fans. Ted Kirkpatrick is known for his drum solos, and he performs them in nearly every Tourniquet concert. En 1998, le groupe enregistre nombre de musiques acoustiques, et les font paraître dans un album intitulé Acoustic Archives.

### Retour au thrash metal (depuis 2000)
En 2000, Tourniquet débute dans l'écriture de nouvelles chansons orientées encore une fois thrash metal. Ils signent directement au label Metal Blade Records et commencent leurs travaux sur les albums Pathogenic Ocular Dissonance, Microscopic View of a Telescopic Realm. Ces albums diffèrent les uns des autres, et Microscopic View of a Telescopic Realm contient la suite de la chanson The Skeezix Dilemma intitulée The Skeezix Dilemma Part II - The Improbable Testimony of the Pipsisewah. L'album est rarement accueilli par les critiques et fans.
En 2001, Tourniquet refait paraître ses trois premiers albums, avec un nouveau mastering et des chansons bonus, au label Pathogenic Records. En 2002, le bassiste Steve Andino - après avoir joué avec le groupe en tournée à de nombreuses reprises - devient membre officiel de Tourniquet. Le groupe joue occasionnellement en live jusqu'au départ d'Aaron Guerra pour des raisons personnelles.
En 2003, Ted Kirkpatrick, Luke Easter et Steve Andino enregistrent le septième album de Tourniquet, Where Moth and Rust Destroy, avec l'aide des guitaristes Marty Friedman (ancien membre de Megadeth) et Bruce Franklin (Trouble). Cet album est une continuité de la direction technique et progressive de leur album précédent. Les chansons Restoring the Locust Years et A Ghost at the Wheel sont diffusées à la radio. Cette même année, Tourniquet fait paraître deux DVD. Le premier, Ocular Digital, presente un spectacle en live de leur prestation en 2001 au festival néerlandais nommé Flevo, et un concert de 1991 à Escondido, en Californie - le tout premier concert de Tourniquet. Le second DVD, intitulé Circadian Rhythms – The Drumming World of Ted Kirkpatrick, présente de nouveaux morceaux solos de batterie, et une version DVD de The Unreleased Drum Solos of Ted Kirkpatrick. This release also featured segments in which Ted, at his home and around town, answers questions from fans, and takes the viewer on a partial tour of his vast collection of butterflies and insects. Aaron Guerra revient à Tourniquet en 2005. Ils paraissent ensuite dans des festivals comme Elements of Rock en Suisse, et Bobfest en Suède. Leur apparition au Bobfest est présentée dans le DVD Till Sverige Med Kärlek en 2006.
Le 22 février 2010, Blabbermouth rapporte un enregistrement futur d'un nouvel album Tourniquet pour le printemps, produit par Neil Kernon. Le groupe explique, « on prévoit de le commercialiser dès que ça sera fini en automne. » Kirkpatrick annonce également la parution prochaine d'albums solo. Le 10 novembre 2010, Tourniquet annonce un partenariat avec Kickstarter.com. Le groupe annonce, via Facebook, letitre de leur nouvel album à paraître : Antiseptic Bloodbath,.

## Membres

### Membres actuels
- Ted Kirkpatrick – batterie (depuis 1989)
- Luke Easter – chant (depuis 1993)
- Aaron Guerra – guitare, chant (1994–2003, depuis 2005), basse (studio, depuis 2008)

### Anciens membres
- Guy Ritter – chant (1989–1993)
- Gary Lenaire – guitare, chant (1989–1996)
- Mark Lewis – guitare en session (1990)
- Victor Macias – basse (1990-1996)
- Vince Dennis – basse (1998)
- Erik Mendez – guitare (1990-1993)
- Steve Andino – basse (2002-2008)